# Olszanka (Opole)
Pour les articles homonymes, voir Olszanka.
Olszanka (Alzenau jusqu'en 1945) est un village de Silésie et chef-lieu du gmina du même nom, située dans le powiat de Brzeg (voïvodie d'Opole, Pologne).